# 乌峰街道
乌峰街道，是中华人民共和国云南省昭通市镇雄县下辖的一个街道办事处。
2013年4月22日，云南省人民政府批复同意撤销乌峰镇，设立乌峰街道、南台街道、旧府街道。

## 行政区划
乌峰街道下辖以下地区：
新街社区、白果社区、油榨街社区、上街村、毡帽营村和小河村。